# 种树的牧羊人
《种树的牧羊人》（法語：L'homme qui plantait des arbres）是一部1987年的加拿大动画短片，全片长不到半小时，由加拿大动画电影届的领军人物弗雷德里克·贝克执导，根据Jean Giono的同名小说改编。
影片分别发行了法语和英语两个版本，其中法语版由法国男演员菲利浦·诺瓦雷配音，而英语版则由加拿大男演员克里斯托弗·普卢默配音。
影片已经发行了第1区的DVD，其中除本片外，还包括有其它由弗雷德里克·贝克导演的动画短片。

## 奖项
影片在第60届学院奖角逐中获动画短片奖。同时影片还参加了1987年戛纳电影节短片类竞赛单元的角逐。
1994年，该片在动画片界专业人士评选的史上最优秀的50部动画片中名列第44位。
影片目前还在IMDB上评选的最优秀的短片类电影中名列第4位。

## 扩展阅读
- Olivier Cotte (2007) "Secrets of Oscar-winning animation: Behind the scenes of 13 classic short animations." (Making of "The Man Who Planted Trees") Focal Press. ISBN 978-0-240-52070-4